# Apogonia laevissima
Apogonia laevissima är en skalbaggsart som beskrevs av Frey 1973. Apogonia laevissima ingår i släktet Apogonia och familjen Melolonthidae. Inga underarter finns listade i Catalogue of Life.